# イバン・マルカノ
イバン・マルカノ（Iván Marcano、1987年6月23日 - ）は、スペイン・サンタンデール出身のサッカー選手。ポジションはDF（センターバック、左サイドバック）。

## 来歴

### クラブ
ラシン・サンタンデールの下部組織出身。2007年9月30日のUDアルメリア戦でデビューしたが、その試合で怪我を負い、3ヶ月間プレーできなかった。2008-09シーズンはトップチームに定着し、2008年10月28日のRCDマジョルカ戦で初得点した。フアン・ラモン・ロペス・ムニス新監督の下レギュラーに昇格し、チームトップの35試合に出場してセンターバックながら2得点・3アシストを決めた。
2009年7月2日、移籍金600万ユーロの6年契約でビジャレアルCFへ完全移籍した 。2009-10シーズン前半戦は本職のセンターバックのレギュラーを務め、ほかに左サイドバックのジョアン・カプデビラの控えとしても期待されたが、軽率な守備から失点につながるプレーを連発し、年明けのフアン・カルロス・ガリード監督就任以後は出場機会を減らした。2010年6月8日、ヘタフェCFへレンタル移籍した。2011年6月15日からはオリンピアコスFCへレンタル。
2012年6月7日、ロシアのFCルビン・カザンへ4年契約で移籍をした。
2018年5月30日、ASローマと2021年6月30日までの3年契約を締結した。契約には4年目のオプションが含まれており、一定の条件を満たせば自動的に有効になる。
2019年7月11日、古巣のFCポルトに復帰し、4年契約を結んだ。移籍金は300万ユーロ。

### 代表
2009年、スペインU-21代表に招集され、1試合に出場した。

## タイトル
クラブ
- オリンピアコスFC
  - ギリシャ・スーパーリーグ 2011-12, 2013-14
  - ギリシャ・フットボールカップ 2011-12
- FCルビン・カザン
  - ロシア・スーパーカップ 2012
- FCポルト
  - プリメイラ・リーガ 2017-18, 2019-20
  - タッサ・デ・ポルトガル 2019-20
  - スーペルタッサ・カンディド・デ・オリベイラ 2020

## 個人成績
2010-11シーズン終了時
| シーズン | クラブ                  | リーグ     | 出場 | 得点 |
| -------- | ----------------------- | ---------- | ---- | ---- |
| 2006-07  | ラシン・サンタンデールB | セグンダB  | 32   | 0    |
| 2007-08  | ラシン・サンタンデールB | テルセーラ | 9    | 0    |
| 2007-08  | ラシン・サンタンデール  | プリメーラ | 2    | 0    |
| 2008-09  | ラシン・サンタンデール  | プリメーラ | 34   | 2    |
| 2009-10  | ビジャレアルCF          | プリメーラ | 16   | 1    |
| 2010-11  | ヘタフェCF              | プリメーラ | 29   | 1    |
|          |                         | 合計       | 122  | 4    |